# Nagana
Pour les films du même nom, voir Nagana (homonymie).

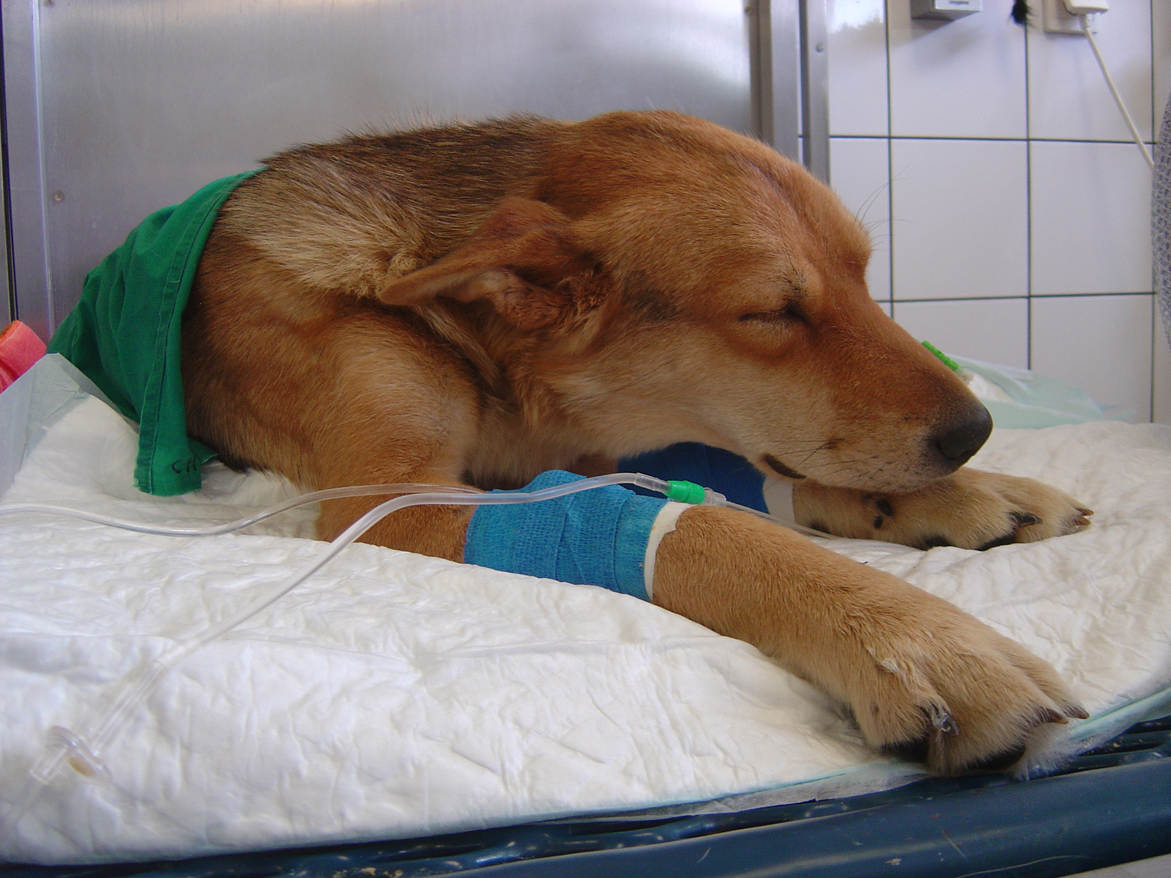
Chien infesté par Trypanosoma congolense après un voyage en Afrique de l'Ouest.

La nagana, ou trypanosomiase animale africaine, est une maladie parasitaire des mammifères causée par plusieurs espèces de trypanosomes, notamment par Trypanosoma brucei. L'espèce Trypanosoma vivax (en) cause principalement la nagana en Afrique de l'Ouest, bien qu'elle se soit aussi répandue en Amérique du Sud. Le trypanosome infecte le sang des mammifères, provoquant de la fièvre, de la faiblesse et de la léthargie, ce qui conduit à une perte de poids et à l'anémie ; chez certains animaux, la maladie non traitée est fatale. Les trypanosomes sont transmis par la mouche tsé-tsé.

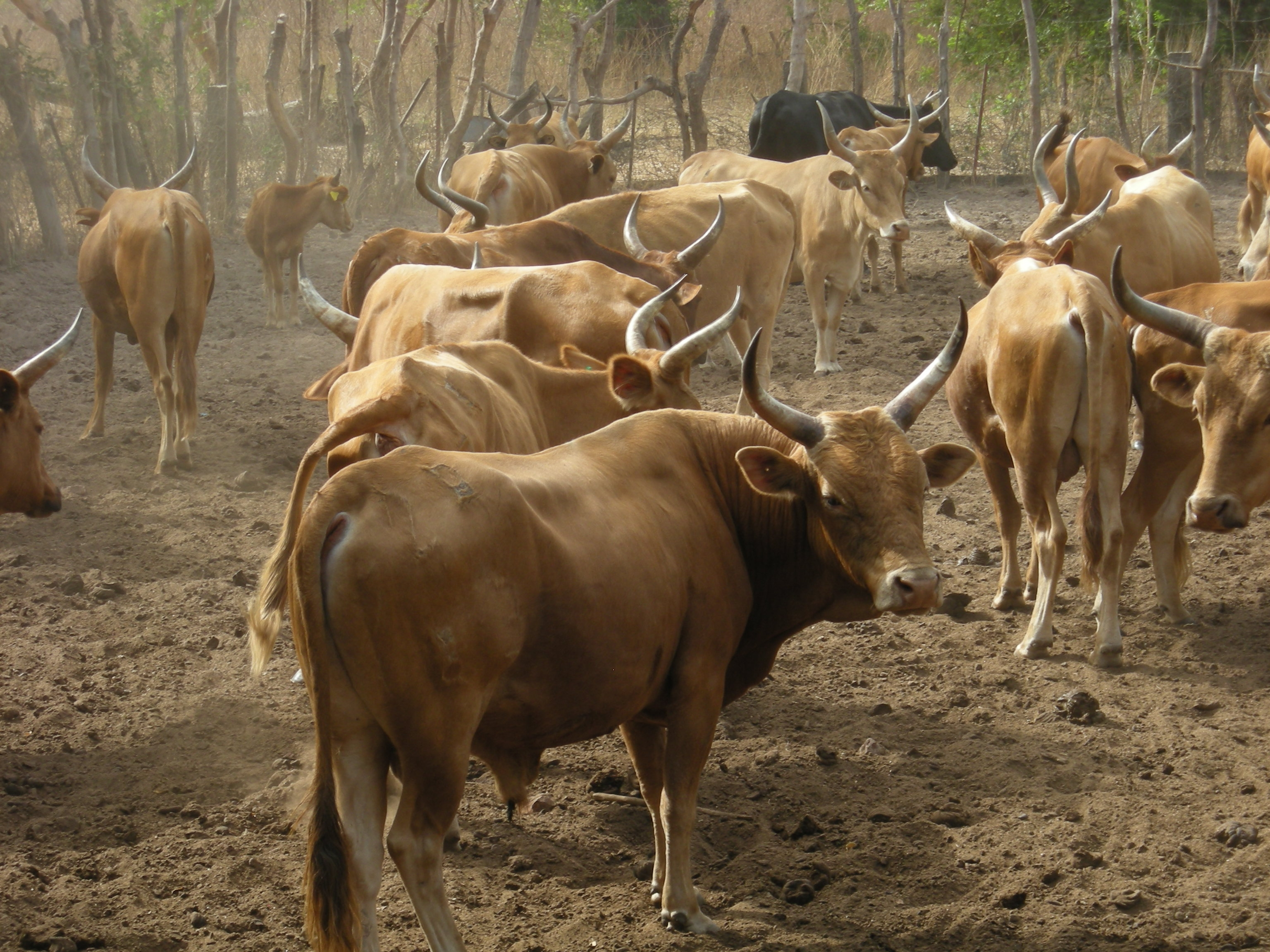
Un troupeau de vaches N'Dama en Afrique de l'Ouest

Certaines races de bétail présentent une remarquable tolérance à la nagana, notamment la N'Dama, une race de vache à viande d'Afrique de l'Ouest. Cela contraste avec la sensibilité des zébus d'Afrique de l'Est à cette maladie.
L'équivalent humain de la nagana est la trypanosomiase africaine humaine, aussi connue sous le nom de « maladie du sommeil », dont le vecteur est également la mouche tsé-tsé.